# Gustav Maximilian von Croÿ
Gustave-Maximilien-Juste de Croÿ-Solre (Condé-sur-l'Escaut, 12 de setembro de 1773, Vieux-Condé - 1 de janeiro de 1844, Rouen) foi um cardeal e arcebispo católico francês.

## Biografia
Nascido em 12 de setembro de 1773 no Château de l'Ermitage em Condé-sur-l'Escaut, ele era filho de Anne Emmanuel Ferdinand François, 8º Duque de Croÿ e sua esposa, Augusta Federica Wilhelmine de Salm-Kyrburg.
Iniciou a carreira eclesiástica ainda jovem, tornando-se cônego da catedral de Estrasburgo a partir de 1789 e depois refugiando-se na Áustria durante os anos da Revolução Francesa. Em 3 de novembro de 1797 foi ordenado sacerdote em Viena.
Em 8 de agosto de 1817 foi nomeado bispo de Estrasburgo por proposta de Luís XVIII de França e foi confirmado nesta função pelo Papa Pio VII em 23 de agosto de 1819. Em 9 de janeiro de 1820 foi consagrado bispo na igreja parisiense de Saint-Sulpice pelo mão de Jean Charles de Coucy, arcebispo de Reims, auxiliado por Anne-Antoine-Jules de Clermont-Tonnerre, bispo emérito de Châlons e por Jean-Baptiste de Latil, bispo de Chartres.
Grande esmoler da França de 1821 a 1830, em 1822 foi incluído entre os pares da França.
Em 17 de novembro de 1823 foi promovido a arcebispo de Rouen e em 1824 celebrou o solene funeral pela morte de Luís XVIII em Saint-Denis.

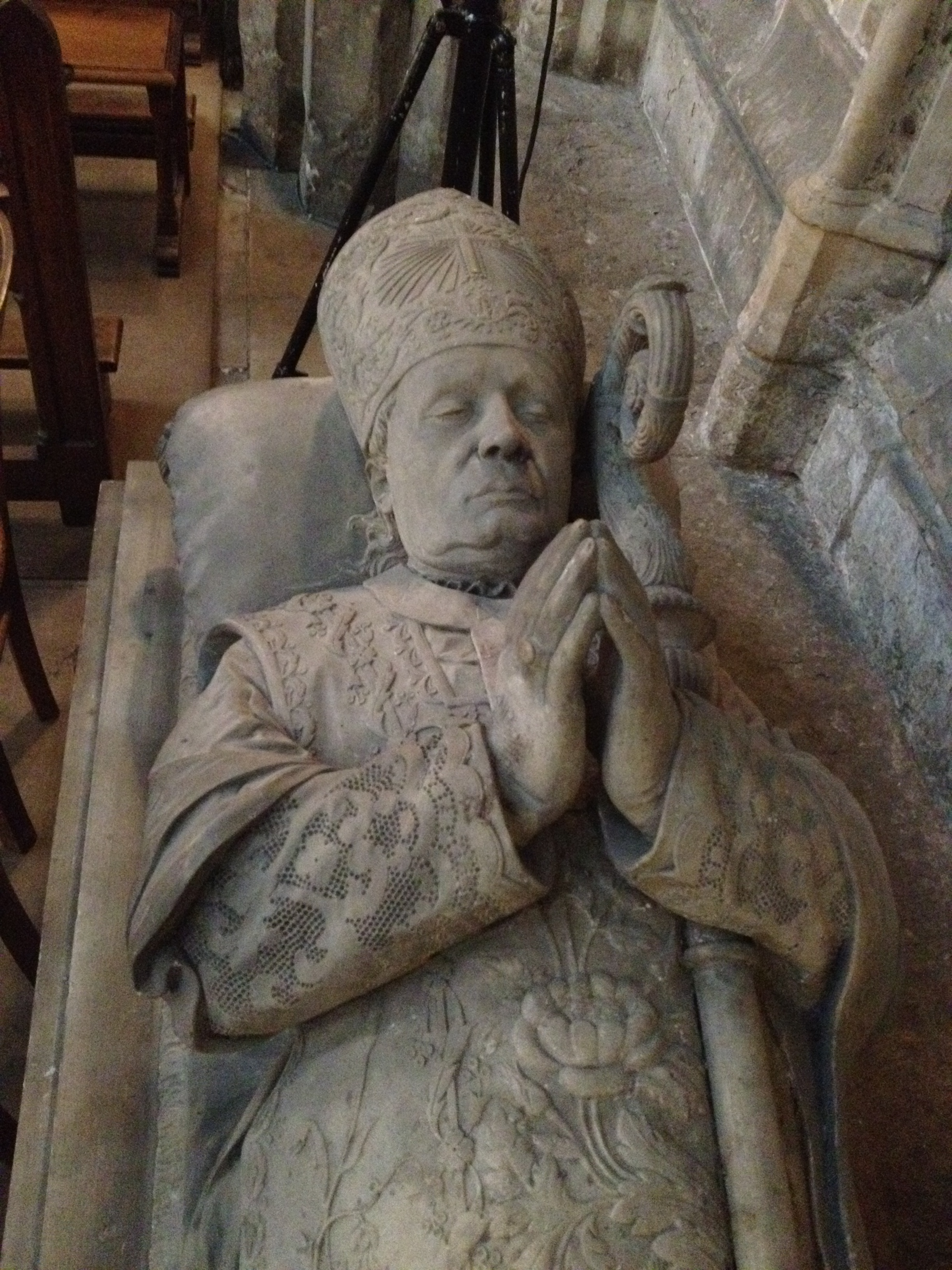
Detalhe da tumba neogótica do Cardeal de Croÿ-Solre

Em 21 de março de 1825 foi elevado ao posto de cardeal durante o consistório realizado naquela data pelo Papa Leão XII. Recebeu o chapéu cardinalício em 18 de maio de 1829 e o título de cardeal sacerdote do título de Santa Sabina em 21 de maio daquele ano. Em 1829 participou do conclave que elegeu o Papa Pio VIII. Foi nessa ocasião que o cardeal se fez retratar em uma pintura do artista romano Vincenzo Camuccini. Voltou a participar do conclave de 1830/1831 que elegeu o Papa Gregório XVI.
Ele morreu em 1º de janeiro de 1844 de gota em Rouen e foi sepultado na capela da Virgem na mesma catedral. Ele declarou explicitamente em seu testamento que não queria nenhum monumento, mas seu sucessor Louis Blanquart de Bailleul decidiu fazer uma assinatura para esse fim que arrecadou 20.000 francos. Em 1856, um grande projeto monumental com um dossel no estilo do século XVIII foi projetado por Eugène Barthélémy, mas uma tumba neogótica mais simples foi posteriormente preferida.